# Мандас
Ма̀ндас (на италиански и на сардински: Mandas) е село и община в Южна Италия, провинция Южна Сардиния, автономен регион и остров Сардиния. Разположено е на 457 m надморска височина. Населението на общината е 2220 души (към 2012 г.).